# Charles-René Reynaud

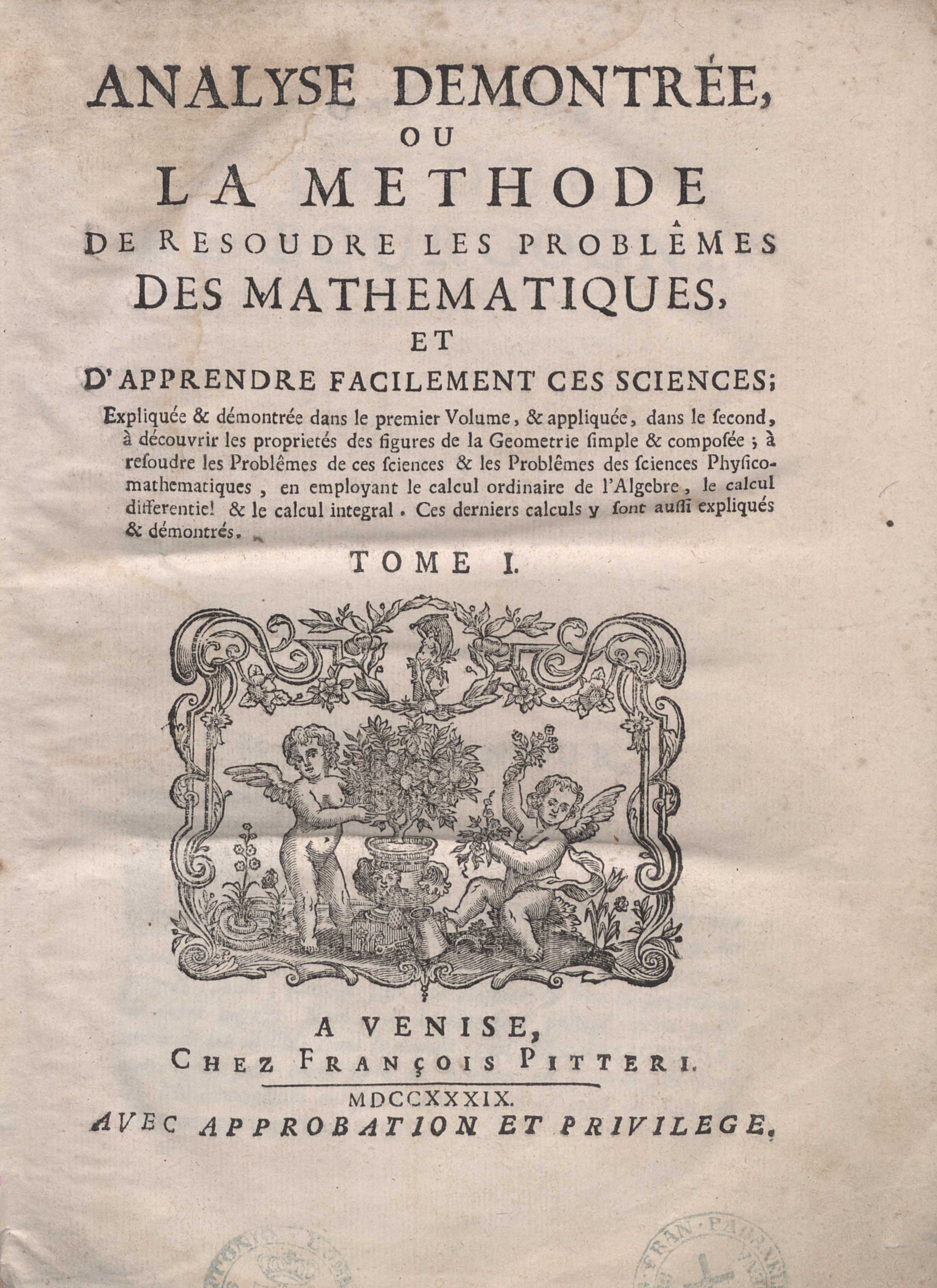
Analyse demontrée, 1739

Charles-René Reynaud o Reyneau (Brissac, 1656 – Parigi, 24 febbraio 1728) è stato un matematico francese.

## Biografia
Ricapitolò e sistematizzò molte delle teorie di Cartesio, Leibniz, Newton e Bernoulli.

## Opere
- (FR) Charles Réné Reyneau, Analyse demontrée, A Venise, Francesco Pitteri, 1739. URL consultato il 30 giugno 2015.
- (FR) Charles Réné Reyneau, Usage de l'analyse, A Venise, Francesco Pitteri, 1739. URL consultato il 30 giugno 2015.